# ميهايلا ميرويو
ميهايلا ميرويو (مواليد 1955). منظرة سياسية رومانية وفيلسوفة نسوية، وأبرز ناشطة في مجال حقوق المرأة، وناشطة معروفة لحقوق روما، عمومًا في مجال حقوق الأقليات. تشغل حاليًا منصب أستاذ في العلوم السياسية في الكلية التابعة لها بجامعة الدراسات السياسية والإدارة العامة الوطنية، بوخارست.
كانت وما زالت مشاركة في العديد من المساهمات المؤسساتية والمدنية والسياسية لوضع وتطوير علوم السياسة والديمقراطية في رومانيا. قدمت أول برنامج للدكتوراه في علوم السياسة في رومانيا في عام 2000، وأول مناهج في دراسات النوع الاجتماعي (الجندر) في عام 1994، وأول برنامج ماجستير في دراسات النوع الاجتماعي في عام 1998.

## نشأتها ومسيرتها
ولدت ميهايلا ميرويو في هونيدوارا، رومانيا. درست الفلسفة في كلية الفلسفة بجامعة بوخارست، حيث حصلت على درجة البكالوريوس في عام 1978 ودرجة الدكتوراه في عام 1978. هي متزوجة من أدريان ميرويو، أستاذ علوم السياسة في الجامعة الوطنية للدراسات السياسية والإدارة العامة ببوخارست. في بداية مسيرتها المهنية، قدمت ميرويو دروسًا في الفلسفة في مدارس ثانوية مختلفة في بوخارست. في عام 1994، أصبحت محاضرة في كلية العلوم السياسية بالجامعة الوطنية للدراسات السياسية والإدارة العامة ببوخارست وأستاذة مشاركة في كلية الفلسفة بجامعة بوخارست، حيث قدمت دروسًا في الفلسفة النسوية.
كانت عميدة كلية العلوم السياسية في الفترة بين عامي 1997 و2001. تولت البدء بدراسات نسوية (1994) ودراسات النوع الاجتماعي (1998). في عام 2001، قدمت ونسقت أول مجموعة رومانية لدراسات النوع الاجتماعي في دار النشر بوليروم. بادرت في تأسيس منظمتين غير حكوميتين: جمعية «أنا» للتحليلات النسوية في عام 1995، ومركز تطوير المناهج ودراسات النوع الاجتماعي في عام 2000.
فازت ميرويو بعدة منح بحثية في جامعات رائدة مثل جامعة كورنيل في الولايات المتحدة في عام 1994، والجامعة الأوروبية المركزية في بودابست، هنغاريا في عام 1994 و1995 و1996، وجامعة وارويك في عام 1997، وفي الفترة بين عامي 1998 و1999 في كلية نيو يوروب ببوخارست، وكلية سانت هيلدا في جامعة أكسفورد في بريطانيا العظمى في عام 2002، وفي الفترة بين عامي 2003 و2004، حصلت على منحة بحثية من برنامج فولبرايت في قسم علوم السياسة بجامعة إنديانا في بلومنغتون، الولايات المتحدة الأمريكية.
نسقت منحًا بحثية حول قضايا النوع الاجتماعي بالتعاون مع مؤسسات أوروبية وأمريكية: معهد الدراسات المتقدمة في فيينا، واليونسكو، وكلية نيو يوروب، وجامعة الدراسات السياسية والإدارة العامة، وجامعة بابيش-بولياي، ومؤسسة كونراد آدناور، والمرز والأرشيف الدولي للحركات النسائية، ومؤسسة إيرست، وجامعة إنديانا في بلومنغتون.
ألقت محاضرات كأستاذة زائرة في جامعة كورنيل، ومدرسة نيو للبحوث الاجتماعية، والجامعة الأوروبية المركزية، وجامعة مانشستر، وجامعة وارويك، وجامعة إنديانا، ومؤسسة المجتمع المفتوح في مولدوفا، وجامعة سانتاندير، وجامعة فيينا، وجامعة ستوكهولم، وجامعة غوتنبرغ. حصلت على العديد من الجوائز، بما في ذلك جائزة نساء يلهمن أوروبا، المعهد الأوروبي للمساواة بين الجنسين، 2010، بروكسل؛ وجائزة الإنجازات المتميزة، الجمعية لدراسات النساء في الدول السلافية والدراسات الأوراسية وشرق الأوروبية، 2010؛ وجائزة التميز في التدريس المقدمة من الاتحاد الوطني لمنظمات الطلاب في رومانيا، 2007؛ وجائزة تعزيز المساواة في فرص التوظيف في رومانيا، المجلس الوطني لمنع ومكافحة التمييز، بوخارست، 2005؛ ولتعزيزها حقوق المرأة، اختيرت امرأة العام، 2005، من قبل مجلة أفانتاجي. حظيت بلقب مواطنة فخرية في هونيدوارا بمقاطعة هونيدوارا منذ عام 2017.

## إسهاماتها السياسية والمدنية
بوصفها ناشطة في مجال حقوق المرأة ومفكرة عامة، ألفت ميرويو عددًا كبيرًا من المقالات والمقترحات السياسية المتعلقة بالديمقراطية وسيادة القانون، وكذلك مكافحة التمييز وتوفير فرص متساوية وحقوق الأقليات. لعبت دورًا هامًا كمستشارة ومدربة للأحزاب السياسية الديمقراطية فيما يتعلق بالأخلاق السياسية والأيديولوجيات وسياسات النوع الاجتماعي. لعبت دورًا هامًا كمروجة لقانون الإجازة الأبوية (1998) وقانون مكافحة التمييز (2000) وقانون مكافحة العنف ضد المرأة، ولإدخال مبدأ توفير فرص متساوية في الدستور الروماني (2003)، ولإنشاء الوكالة الوطنية الرومانية لتحقيق فرص متساوية ولتعزيز التصديق على اتفاقية اسطنبول في رومانيا. لا تزال ميرويو تعمل حاليًا على تحقيق المساواة بين الجنسين في الانتخابات المحلية والوطنية والأوروبية، وتحقيق المساواة في الأجر مقابل العمل المتساوي، وتحقيق العدالة في الرواتب بين المجالات الذكورية والأنثوية، وتوفير إمكانية الوصول للمرأة الريفية إلى المرافق المائية ووسائل التدفئة.
شاركت كمفكرة عامة في كتابة العديد من المقالات والأوراق السياسية العامة المتعلقة بالديمقراطية وسيادة القانون، ومكافحة التمييز وتوفير فرص متساوية في المجلات الثقافية والسياسية الرومانية مثل «ديليما فيشي»، و«ريفيستا 22»، و«أوبسيرفاتورول كولتورال»، و«أديفرول»، و«جاندول»، و«أفانتاجي». شاركت في التحليل النقدي للسياسات الرومانية في برامج النقاش الثقافي والسياسي على التلفزيون، مثل تي في آر، وبرو تي في، ورياليتيا تي في، وأنتينا 1. في العقد الأخير، أصبحت معروفة بصفتها المدافعة والمؤثرة على وسائل التواصل الاجتماعي، خاصة على منصة فيسبوك؛ حيث تعتبر المفكرة العامة الأكثر تأثيرًا ونفوذًا في نضالها من أجل احترام كرامة المرأة وحقوق الأقليات. منذ بداية عملية التحول الديمقراطي، شاركت ميرويو كمشاركة نشطة ومؤثرة في التظاهرات الاحتجاجية من أجل دحر الشيوعية وتحقيق الديمقراطية وسيادة القانون. منذ عام 2000، شاركت مباشرة في التظاهرات من أجل العدالة بين الجنسين، ومكافحة العنف ضد المرأة، وحقوق الأقليات، والقضايا البيئية.
من خلال كتابها «فكرة الظل» الذي نشر عام 1995، أصبحت ميرويو أول فيلسوفة نسوية رومانية، تنتقد اللاهوت الفلسفي اللاحق للحداثة من منظور نسوي. في هذا الكتاب، تحلل ميرويو كلا التحالف واللاتكافؤ بين النسوية والفلسفة، بما في ذلك الفلسفة الرومانية، وتؤكد على ضرورة إعادة التقييم الفلسفي للأنوثة والنسوية، في سياق ثقافة مازالت تهيمن عليه الثنائيات وفكرة أن المرأة تُعامل بصفة «ظلال الفكر الفلسفي». في عام 1996، كتبت كتابًا بعنوان «كونفينيو (الميثاق): حول الطبيعة والنساء والأخلاق»، وهو كتاب من منظور الأخلاق النسوية، وطورت منظورها النظري الخاص في الأخلاق من خلال نظرية الكونفينيو. يُنظر إلى هذا المنظور الفلسفي للأخلاق على أنه «النهج الخاص في سياق الأخلاق النسوية، ولكنه، بحسب نوع الحجج المقدمة، يتناول العديد من وجهات النظر الأخرى للأخلاق، مثل الكانطية، والأنتفيلية، وأخلاق الحقوق، ونظرية العدل لرول ونقادها، وكذلك أخلاق الرعاية».
في عام 1997، نشرت مع فلاديمير بستي وكورنيل كوديتا كتابًا بعنوان «رومانيا. مسألة حقائق - تشخيص لتطور المجتمع الروماني» (الذي تصفه بأنه «مجتمع البقاء على قيد الحياة» مع «ديمقراطية للعرض»). في عام 1999، نشرت كتابًا بعنوان «مجتمع النظرة الخلفية»، وهو كتاب يحلل الاتجاهات الأيديولوجية والسياسية للمجتمع اللاحق للشيوعية، بوصفه «مزيجًا من التحفظات»، تكون تحالفًا سائدًا بين التحفظات اليسارية، التي يمثلها الاشتراكيون وتحظى بدعم كبير من قبل غالبية الناخبين في سياق فقدان الصناعة وخسارة الوضع الاجتماعي والتوظيف؛ والتحفظات اليمينية، التي يمثلها الحزب الوطني الليبرالي والحزب الوطني الفلاحي، وهي أيضًا سائدة في الرأي العام للمثقفين العامّين.